# Lista de prêmios e indicações recebidos por The Weeknd
Abel Tesfaye, conhecido por seu nome artístico The Weeknd, é um cantor, compositor, e produtor musical canadense. Ele ganhou proeminência após o lançamento de sua aclamada mixtape House of Balloons, a qual foi indicada ao prêmio canadense Polaris Music Prize. Depois de assinar contrato com a Republic Records em 2012, ele lançou seu primeiro álbum de estúdio, Kiss Land, no ano seguinte, o qual recebeu críticas positivas. Em 2015, ele ganhou o Grammy de Melhor Álbum Urbano Contemporâneo e Melhor Performance de R&B, por seu segundo álbum, Beauty Behind the Madness. Ele recebeu um total de 79 prêmios de 199 indicações. Em 2018, Abel também ganhou outro Grammy de Melhor Álbum Urbano Contemporâneo.

## American Music Awards
O American Music Awards (AMAs) é uma premiação musical anual criada pelo apresentador estadunidense Dick Clark em 1973.
| Ano  | Recipiente                         | Categoria                      | Resultado |
| ---- | ---------------------------------- | ------------------------------ | --------- |
| 2015 | "Can't Feel My Face"               | Single do Ano                  | Indicado  |
| 2015 | Beauty Behind the Madness          | Álbum de Soul/R&B Favorito     | Venceu    |
| 2015 | The Weeknd                         | Artista Revelação              | Indicado  |
| 2015 | The Weeknd                         | Cantor de de Soul/R&B Favorito | Venceu    |
| 2016 | The Weeknd                         | Cantor de de Soul/R&B Favorito | Indicado  |
| 2016 | The Weeknd                         | Cantor de Pop/Rock Favorito    | Indicado  |
| 2017 | The Weeknd                         | Cantor de de Soul/R&B Favorito | Indicado  |
| 2017 | Starboy                            | Álbum de Pop/Rock Favorito     | Indicado  |
| 2017 | Starboy                            | Álbum de Soul/R&B Favorito     | Indicado  |
| 2017 | "Starboy" (com part. de Daft Punk) | Canção de Soul/R&B Favorita    | Indicado  |
| 2017 | "Starboy" (com part. de Daft Punk) | Colaboração do Ano             | Indicado  |
| 2018 | The Weeknd                         | Cantor Favorito – Soul/R&B     | Indicado  |

### Latin American Music Awards
O Latin American Music Awards é a versão latino-americana do American Music Awards (AMA).
| Ano  | Recipiente | Categoria                     | Resultado |
| ---- | ---------- | ----------------------------- | --------- |
| 2017 | The Weeknd | Artista de Crossover Favorito | Indicado  |

## ARIA Music Awards
O ARIA Music Awards é uma premiação musical anual criada em 1987 pela Australian Record Industry Association (ARIA).
| Ano  | Recipiente | Categoria                    | Resultado |
| ---- | ---------- | ---------------------------- | --------- |
| 2016 | The Weeknd | Melhor Artista Internacional | Indicado  |

## ASCAP

### Rhythm and Soul Music Awards
O Rhythm and Soul Music Awards é uma premiação estadunidense realizada pela Sociedade Americana de Compositores, Autores e Editores (ASCAP), que premia artistas de R&B e Soul.
| Ano  | Recipiente  | Categoria                              | Resultado |
| ---- | ----------- | -------------------------------------- | --------- |
| 2016 | "Earned It" | Melhor Canção de R&B/Hip-Hop           | Venceu    |
| 2016 | "The Hills" | Canções de R&B/Hip-Hop e Rap Premiadas | Venceu    |

### ASCAP Pop Music Awards
O ASCAP Pop Music Awards é uma premiação estadunidense realizada pela Sociedade Americana de Compositores, Autores e Editores (ASCAP), em reconhecimento ao "impacto e desenvolvimento de novos gêneros musicais, os quais ajudam a moldar o futuro da música."
| Ano  | Recipiente                         | Categoria         | Resultado |
| ---- | ---------------------------------- | ----------------- | --------- |
| 2017 | "In the Night"                     | Cancões Premiadas | Venceu    |
| 2017 | "Starboy" (com part. de Daft Punk) | Cancões Premiadas | Venceu    |

## BBC

### BBC Music Awards
O BBC Music Awards é a premiação anual de música pop da rede de rádio e televisão do Reino Unido BBC, realizada todo mês de dezembro, como uma celebração dos feitos musicais nos últimos doze meses.
| Ano  | Recipiente           | Categoria                    | Resultado |
| ---- | -------------------- | ---------------------------- | --------- |
| 2015 | The Weeknd           | Artista Internacional do Ano | Indicado  |
| 2015 | "Can't Feel My Face" | Canção do Ano                | Indicado  |

## BET Awards
O BET Awards é uma premiação criada 2001 pela Black Entertainment Television (BET) para premiar artistas afro-americanos da música, atuação, esporte e outras áreas do entretenimento.
| Ano  | Recipiente                         | Categoria                   | Resultado |
| ---- | ---------------------------------- | --------------------------- | --------- |
| 2013 | The Weeknd                         | Artista Revelação           | Indicado  |
| 2015 | The Weeknd                         | Melhor Cantor de R&B/Pop    | Indicado  |
| 2015 | "Earned It"                        | Prêmio Centric              | Venceu    |
| 2015 | "Earned It"                        | Prêmio Escolha da Audiência | Indicado  |
| 2016 | The Weeknd                         | Melhor Cantor de R&B/Pop    | Indicado  |
| 2017 | "Starboy" (com part. de Daft Punk) | Prêmio Escolha da Audiência | Indicado  |
| 2017 | The Weeknd                         | Melhor Cantor de R&B/Pop    | Indicado  |
| 2018 | The Weeknd                         | Melhor Cantor de R&B/Pop    | Indicado  |

## BillboardAwards

#### BillboardMusic Awards
O Billboard Music Awards é uma cerimônia de entrega de prêmios dos Estados Unidos da América, patrocinada pela revista Billboard, para homenagear os artistas da indústria musical.
| Ano  | Recipiente                                  | Categoria                          | Resultado |
| ---- | ------------------------------------------- | ---------------------------------- | --------- |
| 2016 | The Weeknd                                  | Melhor Artista                     | Indicado  |
| 2016 | The Weeknd                                  | Melhor Cantor                      | Indicado  |
| 2016 | The Weeknd                                  | Melhor Artista da Billboard 200    | Indicado  |
| 2016 | The Weeknd                                  | Melhor Artista da Hot 100          | Venceu    |
| 2016 | The Weeknd                                  | Artista com Mais Canções Vendidas  | Venceu    |
| 2016 | The Weeknd                                  | Melhor Artista das Rádios          | Venceu    |
| 2016 | The Weeknd                                  | Melhor Artista de Streaming        | Venceu    |
| 2016 | The Weeknd                                  | Melhor Artista de R&B              | Venceu    |
| 2016 | The Weeknd                                  | Desempenho na Parada Billboard     | Indicado  |
| 2016 | Beauty Behind the Madness                   | Melhor Álbum da Billboard 200      | Indicado  |
| 2016 | Beauty Behind the Madness                   | Melhor Álbum de R&B                | Venceu    |
| 2016 | "The Hills"                                 | Canção Mais Vendida                | Indicado  |
| 2016 | "The Hills"                                 | Melhor Canção de Streaming (Áudio) | Venceu    |
| 2016 | "The Hills"                                 | Melhor Canção de Streaming (Vídeo) | Indicado  |
| 2016 | "The Hills"                                 | Melhor Canção de R&B               | Venceu    |
| 2016 | "Earned It"                                 | Melhor Canção de R&B               | Indicado  |
| 2016 | "Can't Feel My Face"                        | Melhor Canção de R&B               | Indicado  |
| 2016 | "Can't Feel My Face"                        | Melhor Canção da Hot 100           | Indicado  |
| 2016 | "Can't Feel My Face"                        | Melhor Canção das Rádios           | Indicado  |
| 2017 | The Weeknd                                  | Melhor Artista                     | Indicado  |
| 2017 | The Weeknd                                  | Melhor Artista da Hot 100          | Indicado  |
| 2017 | The Weeknd                                  | Melhor Cantor                      | Indicado  |
| 2017 | The Weeknd                                  | Desempenho na Parada Billboard     | Indicado  |
| 2017 | The Weeknd                                  | Melhor Artista da Billboard 200    | Indicado  |
| 2017 | The Weeknd                                  | Melhor Artista de R&B              | Indicado  |
| 2017 | Starboy                                     | Melhor Álbum da Billboard 200      | Indicado  |
| 2017 | Starboy                                     | Melhor Álbum de R&B                | Indicado  |
| 2017 | "Starboy" (com part. de Daft Punk)          | Melhor Canção de Streaming (Áudio) | Indicado  |
| 2017 | "Starboy" (com part. de Daft Punk)          | Melhor Colaboração                 | Indicado  |
| 2017 | "Starboy" (com part. de Daft Punk)          | Melhor Canção de R&B               | Indicado  |
| 2017 | "Starboy" (com part. de Daft Punk)          | Melhor Colaboração de R&B          | Indicado  |
| 2017 | "I Feel It Coming" (com part. de Daft Punk) | Melhor Colaboração de R&B          | Indicado  |
| 2018 | The Weeknd                                  | Melhor Artista de R&B              | Indicado  |
| 2018 | The Weeknd                                  | Melhor Cantor de R&B               | Indicado  |
| 2018 | The Weeknd                                  | Melhor Turnê de R&B                | Indicado  |
| 2018 | Starboy                                     | Melhor Álbum de R&B                | Indicado  |
| 2019 | The Weeknd                                  | Melhor Artista de R&B              | Indicado  |
| 2019 | The Weeknd                                  | Melhor Cantor de R&B               | Venceu    |
| 2019 | My Dear Melancholy,                         | Melhor Álbum de R&B                | Indicado  |

### BillboardLatin Music Awards
O Billboard Latin Music Awards é uma premiação anual de música latina, feita pela revista Billboard.
| Ano  | Recipiente | Categoria                   | Resultado |
| ---- | ---------- | --------------------------- | --------- |
| 2016 | The Weeknd | Artista de Crossover do Ano | Indicado  |

### BillboardPower 100
O Billboard Power 100 é uma premiação anual feita pela revista Billboard que classifica os principais influenciadores na indústria da música.
| Ano  | Recipiente | Categoria     | Resultado |
| ---- | ---------- | ------------- | --------- |
| 2016 | The Weeknd | Power Artists | Venceu    |

### BillboardTouring Awards
O Billboard Touring Awards é uma premiação anual feita pela revista Billboard, a qual premia as melhores empresas e artistas do setor do entretenimento ao vivo.
| Ano  | Recipiente | Categoria | Resultado |
| ---- | ---------- | --------- | --------- |
| 2016 | The Weeknd | Revelação | Indicado  |

## Black Reel Awards
O Black Reel Awards é uma premiação anual norte-americana promovida pela Fundação para o Aumento de Afro-Americanos no Cinema (FAAAF), que reconhece a excelência de afro-americanos no cinema.
| Ano  | Recipiente  | Categoria       | Resultado |
| ---- | ----------- | --------------- | --------- |
| 2016 | "Earned It" | Canção Original | Indicado  |

## BMI Awards
O BMI Awards é a premiação anual norte-americana da Broadcast Music, Inc. (BMI), que homenageia compositores em vários gêneros musicais.

### BMI R&B/Hip-Hop Awards
| Ano  | Recipiente                                  | Categoria     | Resultado |
| ---- | ------------------------------------------- | ------------- | --------- |
| 2016 | "I Feel It Coming" (com part. de Daft Punk) | Canção do Ano | Venceu    |

## BRIT Awards
O BRIT Awards é a prêmiação anual de música pop da Indústria Fonográfica Britânica (BPI).
| Ano  | Recipiente | Categoria                            | Resultado |
| ---- | ---------- | ------------------------------------ | --------- |
| 2016 | The Weeknd | Artista Solo Masculino Internacional | Indicado  |
| 2017 | The Weeknd | Artista Solo Masculino Internacional | Indicado  |

## Canada's Walk of Fame
Entregue pela primeira vez em 2010, o Prêmio Allan Slaight é concedido a um jovem canadense por "causar um impacto positivo nos campos da música, cinema, literatura, artes visuais ou cênicas, esportes, inovação ou filantropia." Os premiados recebem um honorário de US$ 10.000 da Slaight Foundation, mas não são incluídos na Calçada da Fama.
| Ano  | Recipiente | Categoria            | Resultado |
| ---- | ---------- | -------------------- | --------- |
| 2014 | The Weeknd | Prêmio Allan Slaight | Venceu    |

## Canadian Independent Music Awards
O Canadian Independent Music Awards, é uma premiação canadense oferecida pela empresa de radiodifusão SiriusXM, que ocorra durante a Canadian Music Week, e reconhece as conquistas artísticas e técnicas de músicos canadenses.
| Ano  | Recipiente                      | Categoria                  | Resultado |
| ---- | ------------------------------- | -------------------------- | --------- |
| 2012 | The Weeknd                      | Artista do Ano             | Venceu    |
| 2013 | The Weeknd                      | Artista do Ano             | Indicado  |
| 2013 | The Weeknd                      | Artista de Soul/R&B do Ano | Venceu    |
| 2014 | The Weeknd                      | Artista do Ano             | Indicado  |
| 2014 | The Weeknd                      | Artista a Seguir do Ano    | Indicado  |
| 2014 | Kiss Land                       | Álbum do Ano               | Indicado  |
| 2014 | "Live For" (com part. de Drake) | Colaboração do Ano         | Indicado  |
| 2015 | The Weeknd                      | Compositor do Ano          | Indicado  |
| 2015 | The Weeknd                      | Artista do Ano             | Venceu    |

## Canadian Radio Music Awards
O Canadian Radio Music Awards é uma premiação anual canadense apresentada pela Associação Canadense de Radiodifusores (CAB), que faz parte da Canadian Music Week.
| Ano  | Recipiente           | Categoria           | Resultado |
| ---- | -------------------- | ------------------- | --------- |
| 2016 | "Can't Feel My Face" | SOCAN Canção do Ano | Venceu    |
| 2016 | The Weeknd           | Escolha dos Fãs     | Venceu    |

## ECHO Awards
O ECHO Awards é uma premiação musical alemã concedida todos os anos pela Academia Alemã de Áudio, uma associação de gravadoras.
| Ano  | Recipiente                | Categoria                                   | Resultado |
| ---- | ------------------------- | ------------------------------------------- | --------- |
| 2016 | The Weeknd                | Melhor Revelação Internacional              | Indicado  |
| 2016 | Beauty Behind the Madness | Melhor Álbum Internacional de Hip Hop/Urban | Indicado  |

## GAFFA Awards

### GAFFA Awards(Suécia)
O GAFFA Awards é uma premiação anual sueca, oferecida pela revista de mesmo nome, que homenageia a música popular.
| Ano  | Recipiente                                             | Categoria                   | Resultado |
| ---- | ------------------------------------------------------ | --------------------------- | --------- |
| 2018 | "Lust For Life" (Lana Del Rey com part. de The Weeknd) | Canção Internacional do Ano | Venceu    |
| 2019 | "Call Out My Name"                                     | Canção Internacional do Ano | Indicado  |

## Grammy Awards
O Grammy Awards é uma premiação musical estadunidense oferecida pela Academia Nacional de Artes e Ciências de Gravação (NARAS), que homenageia os profissionais da indústria música.
The Weeknd já ganhou 3 prêmios de 10 indicações.
| Ano  | Recipiente                                           | Categoria                                 | Resultado |
| ---- | ---------------------------------------------------- | ----------------------------------------- | --------- |
| 2014 | "Remember You" (Wiz Khalifa com part. de The Weeknd) | Melhor Colaboração de Rap/Cantada         | Indicado  |
| 2016 | Beauty Behind the Madness                            | Álbum do Ano                              | Indicado  |
| 2016 | Beauty Behind the Madness                            | Melhor Álbum de Urban Contemporary        | Venceu    |
| 2016 | "Can't Feel My Face"                                 | Gravação do Ano                           | Indicado  |
| 2016 | "Can't Feel My Face"                                 | Melhor Performance Pop Solo               | Indicado  |
| 2016 | "Earned It"                                          | Melhor Performance de R&B                 | Venceu    |
| 2016 | "Earned It"                                          | Melhor Canção de R&B                      | Indicado  |
| 2016 | "Earned It"                                          | Melhor Canção Escrita para Mídias Visuais | Indicado  |
| 2017 | Lemonade (como artista convidado)                    | Álbum do Ano                              | Indicado  |
| 2018 | Starboy                                              | Melhor Álbum de Urban Contemporary        | Venceu    |

## Guinness World Records
O Guinness World Records é um livro de referência publicado anualmente, contendo uma coleção de recordes mundiais. The Weeknd possui dois recordes.
| Ano  | Recipiente                | Categoria                                                                     | Resultado |
| ---- | ------------------------- | ----------------------------------------------------------------------------- | --------- |
| 2017 | Beauty Behind the Madness | Álbum com Mais Streamings no Spotify em Um Ano                                | Venceu    |
| 2017 | The Weeknd                | Cantor com Mais Semanas Consecutivas no Top 10 da Parada Hot 100 da Billboard | Venceu    |

## iHeartRadio Awards

### iHeartRadio MuchMusic Video Awards
O iHeartRadio MuchMusic Video Awards é uma premiação anual canadense apresentada pelo canal de televisão Much, para homenagear os melhores videoclipes do ano.
| Ano  | Recipiente                                  | Categoria                                  | Resultado |
| ---- | ------------------------------------------- | ------------------------------------------ | --------- |
| 2013 | "Wicked Games"                              | Vídeo do Ano                               | Indicado  |
| 2014 | "Live For" (com part. de Drake)             | Vídeo do Ano                               | Indicado  |
| 2014 | "Live For" (com part. de Drake)             | Vídeo Favorito dos Fãs                     | Indicado  |
| 2014 | The Weeknd                                  | Artista ou Grupo Favorito dos Fãs          | Indicado  |
| 2014 | "Belong to the World"                       | Vídeo Internacional do Ano de um Canadense | Indicado  |
| 2015 | "Often"                                     | Vídeo do Ano                               | Venceu    |
| 2015 | "Often"                                     | Melhor Diretor                             | Venceu    |
| 2015 | "Earned It"                                 | Melhor Vídeo Pop                           | Venceu    |
| 2015 | "Earned It"                                 | Vídeo Favorito dos Fãs                     | Indicado  |
| 2015 | The Weeknd                                  | Artista ou Grupo Favorito dos Fãs          | Indicado  |
| 2015 | The Weeknd                                  | Canadense Mais Popular                     | Venceu    |
| 2016 | "Might Not" (Belly com part. de The Weeknd) | Vídeo do Ano                               | Indicado  |
| 2016 | "Might Not" (Belly com part. de The Weeknd) | Melhor Vídeo de Hip-Hop                    | Indicado  |
| 2016 | "Might Not" (Belly com part. de The Weeknd) | Melhor Vídeo MuchFACT                      | Indicado  |
| 2016 | "Can't Feel My Face"                        | Single Canadense do Ano                    | Venceu    |
| 2016 | The Weeknd                                  | Canadense Mais Popular                     | Indicado  |
| 2016 | The Weeknd                                  | Artista ou Grupo Favorito dos Fãs          | Indicado  |
| 2017 | The Weeknd                                  | Canadense Mais Popular                     | Indicado  |
| 2017 | The Weeknd                                  | Artista ou Grupo Favorito dos Fãs          | Indicado  |
| 2017 | "Starboy" (com part. de Daft Punk)          | Single Canadense do Ano                    | Indicado  |
| 2018 | "Pray for Me" (com Kendrick Lamar)          | Melhor Colaboração                         | Indicado  |

### iHeartRadio Music Awards
O iHeartRadio Music Awards é uma premiação musical norte-americana fundada pela iHeartMedia, e que estreou em 2014.
| Ano  | Recipiente                | Categoria                 | Resultado |
| ---- | ------------------------- | ------------------------- | --------- |
| 2016 | The Weeknd                | Cantor do Ano             | Indicado  |
| 2016 | The Weeknd                | Artista de R&B do Ano     | Indicado  |
| 2016 | Beauty Behind the Madness | Álbum do Ano              | Indicado  |
| 2016 | "Can't Feel My Face"      | Canção do Ano             | Indicado  |
| 2016 | "The Hills"               | Canção de R&B do Ano      | Indicado  |
| 2016 | "Earned It"               | Canção de R&B do Ano      | Venceu    |
| 2016 | "Earned It"               | Melhor Canção de um Filme | Indicado  |
| 2017 | The Weeknd                | Cantor do Ano             | Indicado  |
| 2017 | The Weeknd                | Artista de R&B do Ano     | Venceu    |
| 2018 | The Weeknd                | Cantor do Ano             | Indicado  |
| 2018 | The Weeknd                | Artista de R&B do Ano     | Indicado  |

## Innovator Awards
O Innovator Awards é uma premiação anual realizada pela revista WSJ., que homenageia talentos pioneiros por suas realizações inovadoras em suas respectivas disciplinas.
| Ano  | Recipiente | Categoria        | Resultado |
| ---- | ---------- | ---------------- | --------- |
| 2016 | The Weeknd | Inovador Musical | Venceu    |

## International Dance Music Awards
O International Dance Music Awards é uma premiação anual que homenageia artistas de música dance e eletrônica, que faz parte do Winter Music Conference (WMC), um festival de música eletrônica que acontece anualmente na cidade de Miami, nos E.U.A.
| Ano  | Recipiente           | Categoria                        | Resultado |
| ---- | -------------------- | -------------------------------- | --------- |
| 2016 | "Can't Feel My Face" | Melhor Faixa Comercial/Pop Dance | Indicado  |
| 2016 | "Can't Feel My Face" | Melhor Faixa R&B/Urban Dance     | Venceu    |
| 2016 | "The Hills"          | Melhor Faixa R&B/Urban Dance     | Indicado  |
| 2016 | The Weeknd           | Melhor Artista Revelação         | Indicado  |

## International Online Cinema Awards
O International Online Cinema Awards (INOCA) é uma premiação anual cinematográfica, votada pelos eleitores dos fóruns da comunidade AwardsWatch.
| Ano  | Recipiente  | Categoria              | Resultado |
| ---- | ----------- | ---------------------- | --------- |
| 2016 | "Earned It" | Melhor Canção Original | Indicado  |

## Juno Awards
O Juno Awards é uma premiação anual concedida pela Academia Canadense de Artes e Ciências Fonográficas, para honrar a excelência de cantores e músicos canadenses.
| Ano  | Recipiente                                  | Categoria                   | Resultado |
| ---- | ------------------------------------------- | --------------------------- | --------- |
| 2013 | The Weeknd                                  | Artista Revelaçao do Ano    | Venceu    |
| 2013 | Trilogy                                     | Gravação de R&B/Soul do Ano | Venceu    |
| 2014 | Kiss Land                                   | Gravação de R&B/Soul do Ano | Indicado  |
| 2015 | "Often"                                     | Gravação de R&B/Soul do Ano | Venceu    |
| 2015 | The Weeknd                                  | Artista do Ano              | Venceu    |
| 2016 | The Weeknd                                  | Artista do Ano              | Venceu    |
| 2016 | The Weeknd                                  | Prêmio Escolha dos Fãs      | Indicado  |
| 2016 | The Weeknd                                  | Compositor do Ano           | Venceu    |
| 2016 | Beauty Behind the Madness                   | Álbum do Ano                | Venceu    |
| 2016 | Beauty Behind the Madness                   | Gravação de R&B do Ano      | Venceu    |
| 2016 | "Can't Feel My Face"                        | Single do Ano               | Venceu    |
| 2017 | The Weeknd                                  | Artista do Ano              | Indicado  |
| 2017 | The Weeknd                                  | Prêmio Escolha dos Fãs      | Indicado  |
| 2017 | Starboy                                     | Álbum do Ano                | Indicado  |
| 2017 | Starboy                                     | Gravação de R&B do Ano      | Venceu    |
| 2017 | "Starboy" (com part. de Daft Punk)          | Single do Ano               | Indicado  |
| 2018 | The Weeknd                                  | Prêmio Escolha dos Fãs      | Indicado  |
| 2018 | "I Feel It Coming" (com part. de Daft Punk) | Single do Ano               | Indicado  |
| 2019 | The Weeknd                                  | Artista do Ano              | Indicado  |
| 2019 | The Weeknd                                  | Prêmio Escolha dos Fãs      | Indicado  |
| 2019 | My Dear Melancholy,                         | Álbum do Ano                | Indicado  |
| 2019 | My Dear Melancholy,                         | Gravação de R&B/Soul do Ano | Indicado  |
| 2019 | "Pray for Me" (com Kendrick Lamar)          | Single do Ano               | Indicado  |

## MOBO Awards
O MOBO Awards é uma premiação anual britânica que celebra a excelência na música negra no Reino Unido e internacionalmente.
| Ano  | Recipiente                | Categoria                  | Resultado |
| ---- | ------------------------- | -------------------------- | --------- |
| 2015 | Beauty Behind the Madness | Melhor Álbum Internacional | Indicado  |

## MTV Awards

### MTV Europe Music Awards
O MTV Europe Music Awards foi criado em 1994 pela MTV Europe para premiar artistas e música da cultura pop.
| Ano  | Recipiente                         | Categoria                | Resultado |
| ---- | ---------------------------------- | ------------------------ | --------- |
| 2013 | The Weeknd                         | Melhor Artista Canadense | Indicado  |
| 2015 | The Weeknd                         | Melhor Artista Canadense | Indicado  |
| 2016 | The Weeknd                         | Melhor Artista Canadense | Indicado  |
| 2016 | The Weeknd                         | Melhor Cantor            | Indicado  |
| 2016 | "Starboy" (com part. de Daft Punk) | Melhor Vídeo             | Venceu    |
| 2017 | The Weeknd                         | Melhor Artista Canadense | Indicado  |
| 2018 | The Weeknd                         | Melhor Artista Canadense | Indicado  |

### MTV Video Music Awards
O MTV Video Music Awards (VMA) é uma premiação anual estadunidense apresentada pelo canal MTV para homenagear os melhores videoclipes do ano.
| Ano  | Recipiente                           | Categoria                | Resultado |
| ---- | ------------------------------------ | ------------------------ | --------- |
| 2013 | "Wicked Games"                       | Artista Revelação        | Indicado  |
| 2013 | "Wicked Games"                       | Melhores Efeitos Visuais | Indicado  |
| 2015 | "Earned It"                          | Melhor Vídeo Masculino   | Indicado  |
| 2015 | "Love Me Harder" (com Ariana Grande) | Melhor Colaboração       | Indicado  |
| 2015 | "Can't Feel My Face"                 | Canção do Verão          | Indicado  |
| 2016 | "Can't Feel My Face"                 | Melhor Vídeo Masculino   | Indicado  |
| 2016 | "Can't Feel My Face"                 | Melhores Efeitos Visuais | Indicado  |
| 2017 | "Reminder"                           | Vídeo do Ano             | Indicado  |
| 2017 | "Reminder"                           | Melhor Direção           | Indicado  |
| 2017 | "Reminder"                           | Melhor Direção de Arte   | Indicado  |
| 2017 | "Reminder"                           | Melhor Edição            | Indicado  |
| 2017 | The Weeknd                           | Artista do Ano           | Indicado  |

### MTV Video Music Awards Japan
O MTV Video Music Awards Japan (VMAJ) é a versão japonesa do MTV Video Music Awards.
| Ano  | Recipiente            | Categoria                            | Resultado |
| ---- | --------------------- | ------------------------------------ | --------- |
| 2014 | "Belong to the World" | Melhor Vídeo de R&B                  | Indicado  |
| 2016 | "Can't Feel My Face"  | Melhor Vídeo Masculino Internacional | Indicado  |
| 2016 | "Can't Feel My Face"  | Melhor Vídeo de R&B                  | Indicado  |

### mtvU Woodie Awards
O MTV Woodies (anteriormente conhecido como MTVU Woodie Awards) é um show musical anual apresentado pela MTVU, com prêmios votados pelos fãs.
| Ano  | Recipiente | Categoria       | Resultado |
| ---- | ---------- | --------------- | --------- |
| 2012 | The Weeknd | Breaking Woodie | Indicado  |
| 2013 | The Weeknd | FOMO Woodie     | Venceu    |

### O Music Awards
O O Music Awards (OMAs) é uma premiação apresentada pela MTV para homenagear música, tecnologia, e a interseção entre os dois.
| Ano  | Recipiente     | Categoria                     | Resultado |
| ---- | -------------- | ----------------------------- | --------- |
| 2012 | "Wicked Games" | Bunda Demais para TV          | Venceu    |
| 2012 | The Weeknd     | Melhor Artista Nascido na Web | Venceu    |

## NAACP Awards

### NAACP Image Awards
O NAACP Image Awards é uma premiação anual estadunidense apresentada pela Associação Nacional para o Progresso de Pessoas de Cor (NAACP), que homenageia o desempenho excepcional de pessoas afro-americanas no cinema, televisão, música e literatura.
| Ano  | Recipiente                | Categoria                     | Resultado |
| ---- | ------------------------- | ----------------------------- | --------- |
| 2016 | The Weeknd                | Artista Revelação Excepcional | Indicado  |
| 2016 | The Weeknd                | Cantor Excepcional            | Indicado  |
| 2016 | Beauty Behind the Madness | Álbum Excepcional             | Indicado  |
| 2016 | "Can't Feel My Face"      | Videoclipe Excepcional        | Indicado  |

## Nickelodeon Awards

### Nickelodeon Kids' Choice Awards
O Nickelodeon Kids' Choice Awards é uma premiação infantil anual estadunidense produzida pelo canal Nickelodeon, que homenageia os maiores artistas da televisão, cinema e música.
| Ano  | Recipiente           | Categoria              | Resultado |
| ---- | -------------------- | ---------------------- | --------- |
| 2016 | The Weeknd           | Cantor Favorito        | Indicado  |
| 2016 | "Can't Feel My Face" | Canção Favorita do Ano | Indicado  |
| 2017 | The Weeknd           | Cantor Favorito        | Indicado  |

## NME Awards
O NME Awards é uma premiação musical anual fundada pela revista britânica NME, onde os vencedores são decididos pelo voto do público.
| Ano  | Recipiente           | Categoria            | Resultado |
| ---- | -------------------- | -------------------- | --------- |
| 2016 | "Can't Feel My Face" | Melhor Faixa         | Indicado  |
| 2017 | The Weeknd           | Cantor Internacional | Indicado  |

## NRJ Music Awards
O NRJ Music Awards é uma premiação francesa apresentada pela estação de rádio NRJ para homenagear os melhores da indústria musical francesa e mundial.
| Ano  | Recipiente                                  | Categoria                      | Resultado |
| ---- | ------------------------------------------- | ------------------------------ | --------- |
| 2015 | The Weeknd                                  | Revelação Internacional do Ano | Indicado  |
| 2016 | The Weeknd                                  | Cantor Internacional do Ano    | Indicado  |
| 2017 | The Weeknd                                  | Cantor Internacional do Ano    | Indicado  |
| 2017 | The Weeknd                                  | Prêmio de Honra                | Venceu    |
| 2017 | "I Feel It Coming" (com part. de Daft Punk) | Canção Internacional do Ano    | Indicado  |

## People's Choice Awards
O People's Choice Awards é uma premiação estadunidense que reconhece pessoas do entretenimento e é votada pelos fãs.
| Ano  | Recipiente                | Categoria                  | Resultado |
| ---- | ------------------------- | -------------------------- | --------- |
| 2016 | The Weeknd                | Cantor Favorito            | Indicado  |
| 2016 | The Weeknd                | Artista Revelação Favorito | Indicado  |
| 2016 | The Weeknd                | Artista de R&B Favorito    | Venceu    |
| 2016 | "Can't Feel My Face"      | Canção Favorita            | Indicado  |
| 2016 | Beauty Behind the Madness | Álbum Favorito             | Indicado  |
| 2017 | The Weeknd                | Cantor Favorito            | Indicado  |
| 2017 | The Weeknd                | Artista de R&B Favorito    | Indicado  |
| 2018 | The Weeknd                | Cantor do Ano              | Indicado  |
| 2018 | My Dear Melancholy,       | Álbum do Ano               | Indicado  |
| 2018 | "Call Out My Name"        | Videoclipe do Ano          | Indicado  |

## Polaris Music Prize
O Polaris Music Prize é um prêmio musical concedido anualmente ao melhor álbum canadense baseado em mérito artístico, independentemente de gênero, vendas ou gravadora.
| Ano  | Recipiente                | Categoria                | Resultado |
| ---- | ------------------------- | ------------------------ | --------- |
| 2011 | House of Balloons         | Prêmio de Música Polaris | Indicado  |
| 2016 | Beauty Behind the Madness | Prêmio de Música Polaris | Indicado  |
| 2017 | Starboy                   | Prêmio de Música Polaris | Indicado  |

## Soul Train Music Awards
O Soul Train Music Awards é uma premiação anual estadunidense, que homenageia o melhor da música e do entretenimento negro.
| Ano  | Recipiente                | Categoria                              | Resultado |
| ---- | ------------------------- | -------------------------------------- | --------- |
| 2015 | "Earned It"               | Vídeo do Ano                           | Indicado  |
| 2015 | "Earned It"               | Canção do Ano                          | Indicado  |
| 2015 | "Earned It"               | Prêmio do Compositor Ashford & Simpson | Indicado  |
| 2015 | Beauty Behind the Madness | Álbum do Ano                           | Venceu    |
| 2015 | The Weeknd                | Melhor Cantor de R&B/Soul              | Venceu    |
| 2016 | The Weeknd                | Melhor Cantor de R&B/Soul              | Indicado  |
| 2017 | The Weeknd                | Melhor Cantor de R&B/Soul              | Indicado  |
| 2017 | Starboy                   | Álbum/Mixtape do Ano                   | Indicado  |

## SOCAN Music Awards
o SOCAN Music Awards é uma premiação canadense promovida pela Sociedade de Compositores, Autores e Editores de Música do Canadá (SOCAN), que reconhece seus membros por suas várias realizações no campo da música.
| Ano  | Recipiente                                             | Categoria                            | Resultado |
| ---- | ------------------------------------------------------ | ------------------------------------ | --------- |
| 2013 | "Wicked Games"                                         | Prêmio Canção No. 1                  | Venceu    |
| 2015 | "Wanderlust"                                           | Prêmio de Urban Music                | Venceu    |
| 2015 | "Can't Feel My Face"                                   | Prêmio Canção No. 1                  | Venceu    |
| 2015 | "Earned It"                                            | Prêmio Canção No. 1                  | Venceu    |
| 2015 | "The Hills"                                            | Prêmio Canção No. 1                  | Venceu    |
| 2015 | "Often"                                                | Prêmio Canção No. 1                  | Venceu    |
| 2015 | "Love Me Harder" (com Ariana Grande)                   | Prêmio Canção No. 1                  | Venceu    |
| 2015 | "Live For" (com part. de Drake)                        | Prêmio Canção No. 1                  | Venceu    |
| 2016 | "Starboy" (com part. de Daft Punk)                     | Prêmio Canção No. 1                  | Venceu    |
| 2016 | "Might Not" (Belly com part. de The Weeknd)            | Prêmio Canção No. 1                  | Venceu    |
| 2016 | The Weeknd                                             | Prêmio Conquista Internacional       | Venceu    |
| 2016 | The Weeknd                                             | Compositor do Ano                    | Venceu    |
| 2016 | "Can't Feel My Face"                                   | Prêmio de Musica Pop/Rock            | Venceu    |
| 2016 | "The Hills"                                            | Prêmio de Musica Pop/Rock            | Venceu    |
| 2016 | "Earned It"                                            | Prêmio de Musica Pop/Rock            | Venceu    |
| 2016 | "Can't Feel My Face"                                   | Prêmio SOCAN 2015 de Musica Clássica | Venceu    |
| 2016 | "The Hills"                                            | Prêmio SOCAN 2015 de Musica Clássica | Venceu    |
| 2016 | "The Hills"                                            | Prêmio Canção Internacional          | Venceu    |
| 2016 | "Earned It"                                            | Prêmio de Música Online Streaming    | Venceu    |
| 2017 | "Starboy" (com part. de Daft Punk)                     | Prêmio de Musica Pop                 | Venceu    |
| 2017 | "Might Not" (Belly com part. de The Weeknd)            | Prêmio de Urban Music                | Venceu    |
| 2018 | "Some Way" (Nav com part. de The Weeknd)               | Prêmio Cação Viral                   | Venceu    |
| 2018 | "Unforgettable" (French Montana com part. de Swae Lee) | Prêmio de Música Rap                 | Venceu    |
| 2018 | "I Feel It Coming" (com part. de Daft Punk)            | Prêmio de Música Pop                 | Venceu    |

## Silver Clef Award
O Silver Clef Award é um almoço e premiação musical anual do Reino Unido, o qual ocorre desde 1976.
| Ano  | Recipiente | Categoria   | Resultado |
| ---- | ---------- | ----------- | --------- |
| 2018 | Dua Lipa   | Melhor Show | Indicado  |

## Teen Choice Awards
O Teen Choice Awards foi criado em 1999 para homenagear os maiores feitos do ano na música, cinema, esportes e televisão, sendo votado por jovens entre 13 e 19 anos.
| Ano  | Recipiente                     | Categoria                  | Resultado |
| ---- | ------------------------------ | -------------------------- | --------- |
| 2017 | Dua Lipa                       | Artista Revelação          | Indicado  |
| 2018 | Dua Lipa                       | Artista Feminina           | Indicado  |
| 2018 | "New Rules"                    | Canção: Artista Feminina   | Indicado  |
| 2018 | "One Kiss" (com Calvin Harris) | Canção de Dance/Eletrônica | Indicado  |
| 2018 | "One Kiss" (com Calvin Harris) | Canção do Verão            | Indicado  |

## Telehit Awards
O Telehit Awards é uma premiação anual do canal mexicano de música Telehit.
| Ano  | Recipiente | Categoria                           | Resultado |
| ---- | ---------- | ----------------------------------- | --------- |
| 2017 | Dua Lipa   | Artista Emergente nas Redes Sociais | Indicado  |

## The Beano Awards
O The Beano é o quadrinho infantil mais antigo do Reino Unido, o qual é publicado pela DC Thomson. Os prêmios são votados pelos usuários do site do quadrinho.
| Ano  | Recipiente  | Categoria         | Resultado |
| ---- | ----------- | ----------------- | --------- |
| 2017 | "New Rules" | Canção Pop do Ano | Indicado  |

## UK Music Video Awards
O UK Music Video Awards é uma celebração anual de criatividade, excelência técnica e inovação em videoclipes.
| Ano  | Recipiente  | Categoria             | Resultado |
| ---- | ----------- | --------------------- | --------- |
| 2017 | "New Rules" | Melhor Vídeo Pop - UK | Venceu    |
| 2017 | "New Rules" | Prêmio VEVO Must See  | Indicado  |

## Urban Music Awards
O Urban Music Awards (UMA) é uma cerimônia de premiação britânica de música dance, hip-hop, R&B e soul, lançada por Jordan Kensington em 2003, e atualmente ocorre em vários países.
| Ano  | Recipiente | Categoria          | Resultado |
| ---- | ---------- | ------------------ | --------- |
| 2017 | Dua Lipa   | Melhor Artista Pop | Indicado  |

## WDM Radio Awards
O WDM Radio Awards é uma cerimônia de premiação criada em 2017 pela rede radiofônica de língua espanhola LOS40, sob sua marca World Dance Music, anunciada como "a primeira prêmiação de rádio para música eletrônica".
| Ano  | Recipiente                                | Categoria                      | Resultado |
| ---- | ----------------------------------------- | ------------------------------ | --------- |
| 2018 | Dua Lipa                                  | Melhor Vocalista de Eletrônica | Venceu    |
| 2018 | "Scared to Be Lonely" (com Martin Garrix) | Melhor Faixa com Baixo         | Venceu    |

## Wish 107.5 Music Awards
O Wish 107.5 Music Awards é uma premiação oferecida pela estação de rádio das Filipinas Wish 107.5, onde são  homenageados os artistas que foram convidados e cantaram dentro do Wish FM Bus, percorrendo as ruas de Grande Manila.
| Ano  | Recipiente              | Categoria                                                 | Resultado |
| ---- | ----------------------- | --------------------------------------------------------- | --------- |
| 2018 | "Blow Your Mind (Mwah)" | Performance Exclusiva do Ano por um Artista Internacional | Venceu    |